# Mionnay
Mionnay és un municipi francès situat al departament de l'Ain i a la regió d'Alvèrnia-Roine-Alps. L'any 2007 tenia 2.132 habitants.

## Demografia

### Població
El 2007 la població de fet de Mionnay era de 2.132 persones. Hi havia 687 famílies de les quals 86 eren unipersonals (56 homes vivint sols i 30 dones vivint soles), 181 parelles sense fills, 387 parelles amb fills i 33 famílies monoparentals amb fills.
La població ha evolucionat segons el següent gràfic:
Habitants censats

### Habitatges
El 2007 hi havia 729 habitatges, 700 eren l'habitatge principal de la família, 14 eren segones residències i 14 estaven desocupats. 612 eren cases i 116 eren apartaments. Dels 700 habitatges principals, 569 estaven ocupats pels seus propietaris, 125 estaven llogats i ocupats pels llogaters i 6 estaven cedits a títol gratuït; 3 tenien una cambra, 26 en tenien dues, 63 en tenien tres, 213 en tenien quatre i 394 en tenien cinc o més. 630 habitatges disposaven pel capbaix d'una plaça de pàrquing. A 229 habitatges hi havia un automòbil i a 456 n'hi havia dos o més.

### Piràmide de població
La piràmide de població per edats i sexe el 2009 era:
| Homes | Edats   | Dones |
| ----- | ------- | ----- |
| 0     | 95 o +  | 0     |
| 0     | 90 a 94 | 4     |
| 0     | 85 a 89 | 4     |
| 4     | 80 a 84 | 0     |
| 12    | 75 a 79 | 4     |
| 12    | 70 a 74 | 12    |
| 16    | 65 a 69 | 12    |
| 44    | 60 a 64 | 24    |
| 44    | 55 a 59 | 44    |
| 56    | 50 a 54 | 56    |
| 72    | 45 a 49 | 60    |
| 100   | 40 a 44 | 76    |
| 152   | 35 a 39 | 156   |
| 60    | 30 a 34 | 100   |
| 52    | 25 a 29 | 68    |
| 44    | 20 a 24 | 48    |
| 92    | 15 a 19 | 60    |
| 76    | 10 a 14 | 116   |
| 128   | 5 a 9   | 128   |
| 64    | 0 a 4   | 96    |

## Economia
El 2007 la població en edat de treballar era de 1.475 persones, 1.124 eren actives i 351 eren inactives. De les 1.124 persones actives 1.059 estaven ocupades (575 homes i 484 dones) i 65 estaven aturades (28 homes i 37 dones). De les 351 persones inactives 103 estaven jubilades, 178 estaven estudiant i 70 estaven classificades com a «altres inactius».

### Ingressos
El 2009 a Mionnay hi havia 686 unitats fiscals que integraven 2.090,5 persones, la mediana anual d'ingressos fiscals per persona era de 22.827 €.

### Activitats econòmiques
Dels 96 establiments que hi havia el 2007, 1 era d'una empresa extractiva, 1 d'una empresa alimentària, 3 d'empreses de fabricació de material elèctric, 5 d'empreses de fabricació d'altres productes industrials, 21 d'empreses de construcció, 22 d'empreses de comerç i reparació d'automòbils, 5 d'empreses de transport, 5 d'empreses d'hostatgeria i restauració, 3 d'empreses d'informació i comunicació, 3 d'empreses financeres, 3 d'empreses immobiliàries, 13 d'empreses de serveis, 4 d'entitats de l'administració pública i 7 d'empreses classificades com a «altres activitats de serveis».
Dels 25 establiments de servei als particulars que hi havia el 2009, 1 era un taller de reparació d'automòbils i de material agrícola, 2 paletes, 5 guixaires pintors, 3 fusteries, 2 lampisteries, 2 electricistes, 2 perruqueries, 1 veterinari, 4 restaurants, 1 agència immobiliària i 2 salons de bellesa.
Dels 3 establiments comercials que hi havia el 2009, 1 era una botiga de més de 120 m², 1 una botiga de menys de 120 m² i 1 una botiga de mobles.
L'any 2000 a Mionnay hi havia 14 explotacions agrícoles que ocupaven un total de 1.060 hectàrees.

## Equipaments sanitaris i escolars
L'únic equipament sanitari que hi havia el 2009 era una farmàcia.
El 2009 hi havia una escola elemental.

## Poblacions més properes
El següent diagrama mostra les poblacions més properes.